# Brachyrhaphis holdridgei
Brachyrhaphis holdridgei es un pez de la familia de los pecílidos en el orden de los ciprinodontiformes.

## Morfología
Los machos pueden alcanzar los 5 cm de longitud total.

## Distribución geográfica
Se encuentran en Centroamérica: desde Nicaragua hasta Costa Rica.